# فرودگاه نان

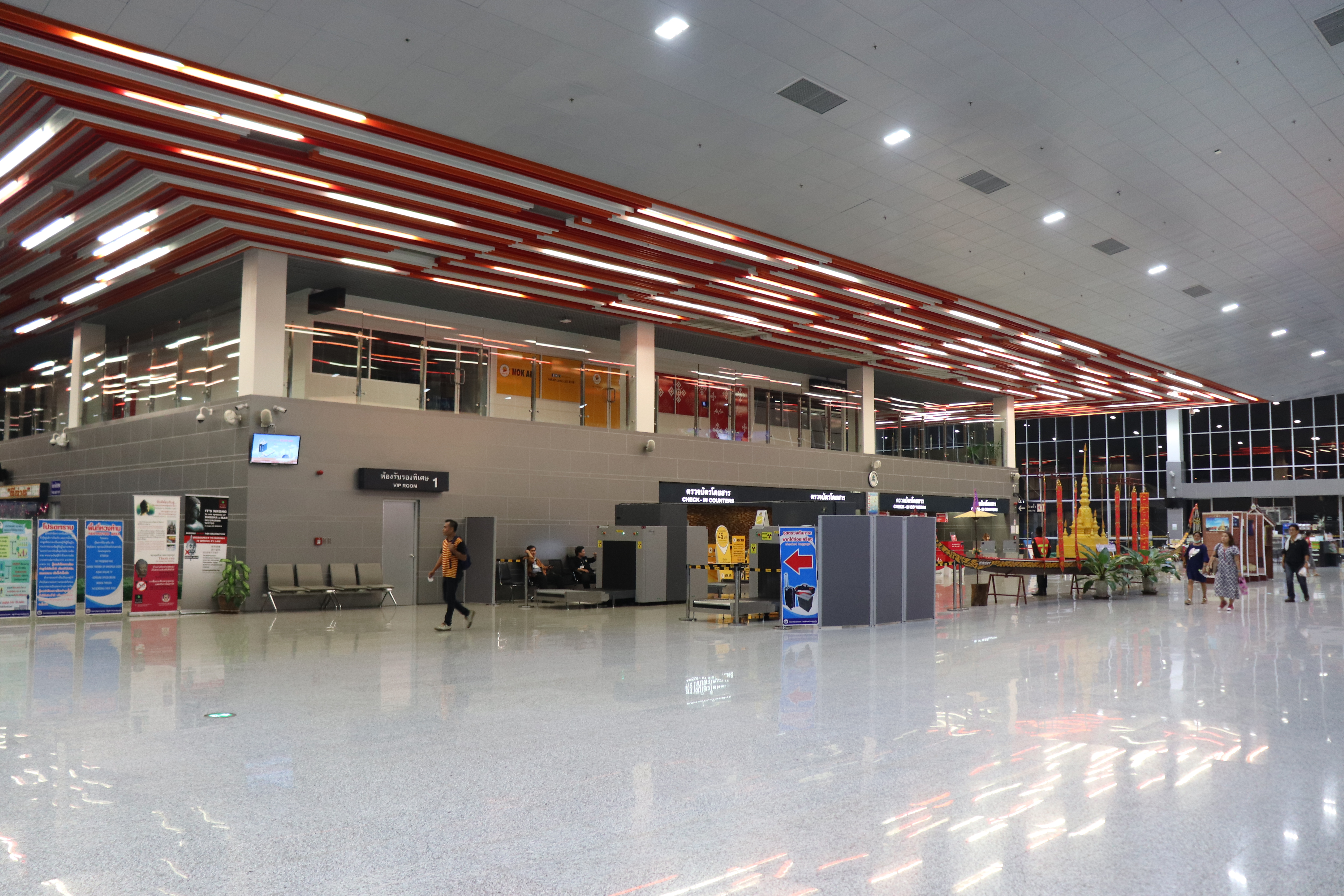
نمایی از داخل فرودگاه

فرودگاه نان (به انگلیسی: Nan Airport) (به زبان بومی: ท่าอากาศยานน่าน) یک فرودگاه همگانی با کد یاتا NNT است که یک باند فرود آسفالت دارد و طول باند آن ۲۰۰۰ متر است. این فرودگاه در کشور تایلند قرار دارد و در ارتفاع ۲۰۹ متری از سطح دریا واقع شده‌است.

## شرکت‌های هواپیمایی و مقصدهای پروازی
| شرکت‌های هواپیمایی | مقصدهای پروازی      |
| ----------------- | ------------------- |
| کان ایر           | چیانگ مای           |
| Nok Air           | Bangkok- Don Mueang |
| تای ایرآسیا       | Bangkok- Don Mueang |